# Out
|  | Denne artikel er oprettet af botten PalnaBot ud fra en ekstern database. Den kan derfor have sproglige fejl eller mangler. Denne skabelon kan fjernes efter kontrol af indholdet. |

Out er en kortfilm instrueret af Daniel Dencik efter manuskript af Yasmine Garbi.

## Handling
Vi vil ikke forhindre dem i at få børn, og vi vil heller ikke slå dem ihjel. Vi giver dem oven i købet et pengebeløb for at rejse, hvis de samarbejder. Når deres sag er afsluttet, så skal de ud. Det er alle enige om.